# گاسپار شب
گاسپار شب (فرانسوی: Gaspard de la nuit‎): سه شعر برای پیانو سوئیتی برای پیانوی سولو است که سال ۱۹۰۸ توسط موریس راول ساخته شد. این مجموعه سه موومان دارد که هرکدام بر اساس سروده‌ای از کتابی به همین نام اثر شاعر فرانسوی آلوازیوس برتران نوشته شده است.
گاسپار شب به دشواری زبانزد است؛ راول می‌خواست قطعه‌ای بسازد که از قطعهٔ ایزلامی بالاکیرف دشوارتر باشد و به گواه بسیاری موفق هم شد؛ «اسکاربو» (شبح شب)، موومان سوم گاسپار شب، اکنون یکی از بغرنج‌ترین قطعات تاریخ موسیقی کلاسیک برای پیانو شمرده می‌شود.